# Гайвас, Ярослав
Ярослав Гайвас (псевдонимы: «Андрух», «Быстрый», «Камень», «Рыжий»; 8 января 1912 — 15 июня 2004, Парсиппани, Нью-Джерси) — член Краевой экзекутивы ОУН.

## Биография
Родился в селе Соколовка Золочевского уезда (сейчас Золочевский район Львовской области). Учился в гимназии в городе Яворове и в филиале Академической гимназии во Львове. Был членом Пласта, находился в составе 17-го куреня имени М.Драгоманова в Яворове, позднее — 7-го куреня имени Кн. Льва (Львов).
Впервые был осуждён в августе 1932 года апелляционным судом города Львов за членство в ОУН и избиение «хруня» на 2 года. Выйдя на свободу в июле 1934 года был осуждён повторно за участие в ОУН и подготовку аттентата на советское консульство, также на 2 года.
С 1937 по октябрь 1938 года входил в состав краевой экзекутивы ОУН на Западноукраинских землях (КЕЗУЗ). В 1928 году стал координатором боевых групп и заместителем Романа Шухевича, который возглавил Комитет самообороны, созданный чтобы противостоять польским погромам во Львове. Осенью того же года перебрался в Закарпатье.
В декабре 1938 был арестован поляками, и на протяжении года находился в тюрьме Бригидки, где в то же время содержался и Петр Башук. Находясь в заключении Гайвас выдержал 21 сутки без сна и еды. Бежал из тюрьмы в июне 1939 года. После прихода советских войск в 1939 году перебрался в Польшу, где до 1940 года был комендантом лагеря украинских беженцев в Закопане. В это время для группы молодых оуновцев был проведён трёхмесячный курс специальной подготовки для создания СБ ОУН. По завершении этого курса (что почти совпало с расколом Единой ОУН) из проходившей подготовку семёрки (Николай Лебедь, Николай Арсенич, Ярослав Гайвас, Осип Мащак, Григорий Пришляк, Иван Равлик и Богдан Рыбчук) только Гайвас перешёл на позиции А. Мельника. В сентябре 1940 года входит в состав экзекутивы ОУН (Мельника) в Польше (Генеральная губерния).
Во время Великой Отечественной войны — в 1941 году являлся руководителем южной походной группы. В декабре 1941 года участвовал в выработке новой тактической линии ОУН на центральных и восточных украинских землях, проживал в Киеве, после ареста Олега Ольжича — руководил Центральным Проводом Востока Украины.
В течение 1944—1945 годов — исполняющий обязанности проводника, с 1946 года возглавлял референтуру по связям с краем, позже — разведку ОУН (М).
В 1950 году эмигрирует в США, где продолжал исполнять обязанности члена Провода ОУН в качестве исполнительного секретаря Украинского Конгрессового комитета Америки.
Занимался журналистикой, в марте 1980 года вошёл в редакционный состав «Свободы», два года был ежедневным редактором, корреспондентом газеты «Шлях перемоги».